# Heinrich Rabensteiner zu Döhlau
Heinrich Rabensteiner zu Döhlau (* vor 1417, † nach 1455) war ein Ritter aus der Familie der Rabensteiner zu Döhlau, der im 15. Jahrhundert im Deutschen Orden bis in die Ämter des Ordensmarschalls und Großspittlers aufstieg.
Nach dem Genealogen Alban von Dobeneck kam Heinrich, auch Heinz, Sohn von Nickel und Ursula, aus dem Familienstamm der Rabensteiner zu Döhlau, bevor sich dieser in verschiedene Linien auffächerte. Er hatte einen Bruder namens Hans. In Urkunden erscheint er nach Dobeneck nachweislich in der Zeit von 1417 bis 1455. Zunächst befand er sich in Döhlau. Im Deutschen Orden war er 1425 Wallmeister von Schiefelbein (Świdwin) in Hinterpommern und von 1430 bis 1435 Deutschordensvogt der Neumark. Von 1435 bis 1437 war er Komtur von Schlochau (Człuchów). Von 1438 bis 1440 übte er das Amt des Ordensmarschalls aus. 1440 versuchte ihn der Hochmeister Paul von Rusdorf als Komtur von Thorn (Toruń) einzusetzen, aber der Konvent lehnte dies ab. 1440 und 1441 war er Großspittler des Deutschen Ordens und anschließend von 1441 bis 1446 Komtur von Tuchel (Tuchola). Er erschien zuletzt 1455 als Zeuge beim Verkauf der Neumark an den brandenburgischen Kurfürsten Friedrich II. und bekleidete das Amt des Komturs von Straßburg (Brodnica).